# Tchatkalophantes hyperauritus
Espèce
Synonymes
- Bolyphantes hyperauritus Loksa, 1965

Tchatkalophantes hyperauritus est une espèce d'araignées aranéomorphes de la famille des Linyphiidae.

## Distribution
Cette espèce est endémique de Mongolie. Elle se rencontre de 1 650 à 1 900 m d'altitude dans les aïmags d'Ömnögovi, d'Övörhangay et de Dundgovi.

## Publication originale
- Loksa, 1965 : Araneae. Ergebnisse der zoologischen Forschungen von Dr. Z. Kaszab in der Mongolei. Reichenbachia, vol. 7, p. 1-32.